# Julien Dechavanne
Pour les articles homonymes, voir Dechavanne.

a Compétitions nationales et continentales officielles uniquement.

Julien Dechavanne, né le 5 décembre 1989 à Soisy-sous-Montmorency, est un joueur français de rugby à XV qui évolue au poste d'ailier.

## Biographie
Natif de la région parisienne, Julien Dechavanne déménage très jeune en Dordogne. Il pratique le rugby à XV au CA Périgueux dès l'âge de 5 ans, jusqu'à ses 18 ans,,. À partir de ses 11 ans, il grandit avec Hugo Cerisier, son demi-frère par l'union du père de Julien et de la mère de Hugo. Plus tard, il se dirige vers le métier de sapeur-pompier vers l'âge de 13 ans,, suivant ainsi le parcours de son père et de son grand-père, ayant également exercé ce métier à titre professionnel, avant de suivre un brevet d'études professionnelles en vente action marchande puis en comptabilité ; il rejoint ensuite les sapeurs-pompiers volontaires de Périgueux vers l'âge de 17 ans. À 19 ans, il réussit avec succès le concours professionnel.
Désirant continuer le rugby à un haut niveau, et n'ayant pas déjà intégré un Pôle espoirs, il participe à plusieurs journées de détection organisées par des clubs professionnels ; après deux essais non fructueux au Stade toulousain et au CA Brive, il rejoint l'US Dax en catégorie Reichel, en 2008,,. Un an plus tard, alors qu'il évolue en catégorie Espoirs, il intègre le centre de formation de l'USD,.
Après avoir été appelé sur la feuille de match en équipe première contre le Colomiers Rugby en Pro D2, il dispute sa première rencontre professionnelle une semaine plus tard le 6 février 2011 contre l'US Oyonnax. Devenu sapeur-pompier professionnel entre-temps, exerçant à Mont-de-Marsan depuis 2011,, Dechavanne évolue sur les terrains de rugby sous contrat pluriactif, jonglant ainsi entre deux contrats professionnels.
En marge de sa carrière rugbystique officielle, après avoir joué six matchs en club avec l'équipe première, il participe à un tournoi de rugby à sept à Dubaï avec la sélection du Pyrénées rugby 7s, appelée pour l'occasion Reservoir Group Pyrénées 7s ; l'équipe remporte alors le tournoi. Il représente également la sélection landaise dans le cadre du championnat de France de rugby à XV des sapeurs-pompiers, remportant le titre de champion de 1re division en 2011, 2012, 2013 et 2015,,.
À l'intersaison 2012, il quitte l'US Dax pour rejoindre le club voisin de l'US Tyrosse en Fédérale 1. Il est demi-finaliste avec l'UST lors de la saison 2013-2014, mais n'accède pas à la finale qui aurait permis l'accession à la Pro D2. Quelques jours plus tard, il remporte la Coupe de la Fédération le 31 mai au stade de France avec la sélection Côte basque Landes.
Pour la saison 2015-2016, Dechavanne retourne à son ancien club de l'US Dax,, et prolonge en 2017 pour deux saisons supplémentaires.
Malgré la relégation de l'US Dax en Fédérale 1 à l'intersaison 2018, son contrat est maintenu pour une saison supplémentaire à deux reprises,. Pour cette première saison du club rouge et blanc au niveau est amateur, Dechavanne voit son demi-frère Hugo Cerisier intégrer l'équipe première,. Alors que l'US Dax s'apprête à disputer l'édition inaugurale de la nouvelle division Nationale, Dechavanne prolonge son contrat pour cette saison 2020-2021, ; il signe un nouveau contrat d'une saison un an plus tard.
En 2022, il prolonge pour une nouvelle année, soit sa dixième saison avec l'équipe première ; bien qu'il envisage prendre un temps sa retraite sportive avec l'arrêt de son coéquipier proche Martin Prat, l'arrivée d'une nouvelle équipe d'entraîneurs et la possibilité de faire une dernière saison auprès de son demi-frère le font changer d'avis et rempiler une ultime fois. Sa décision de fin de carrière sportive professionnelle actée, et alors que l'US Dax performe et assure sa qualification en demi-finale, les entraîneurs lui confient symboliquement le rôle de capitaine pour le dernier match à domicile de la saison régulière. L'exercice sportif se clôt sur une promotion en Pro D2 et un titre de vice-champion, Dechavanne participant à la finale concédée contre le Valence Romans DR.
Il continue la pratique du rugby au niveau amateur, rejoignant le Peyrehorade Sports Rugby en Fédérale 1 pour une dernière saison. En parallèle, il intègre la cellule analyse et statistiques de l'US Dax dès la saison 2023-2024 pour le retour en Pro D2, oeuvrant dans les secteurs drone et vidéo.

## Palmarès
- Championnat de France de 1re division fédérale :
  - Demi-finaliste : 2014 avec l'US Tyrosse.
- Coupe de la Fédération :
  - Vainqueur : 2014 avec la sélection Côte basque Landes.
- Championnat de France de Nationale :
  - Vice-champion : 2023 avec l'US Dax.